# جورج بيكر كامينز
جورج بيكر كامينز (بالإنجليزية: George Baker Cummins) هو أخصائي فطريات وعالم نبات أمريكي، ولد في 29 أغسطس 1904 في نبراسكا في الولايات المتحدة، وتوفي في 30 مارس 2007 في توسان في الولايات المتحدة.